# حلزون أبيض الطرف

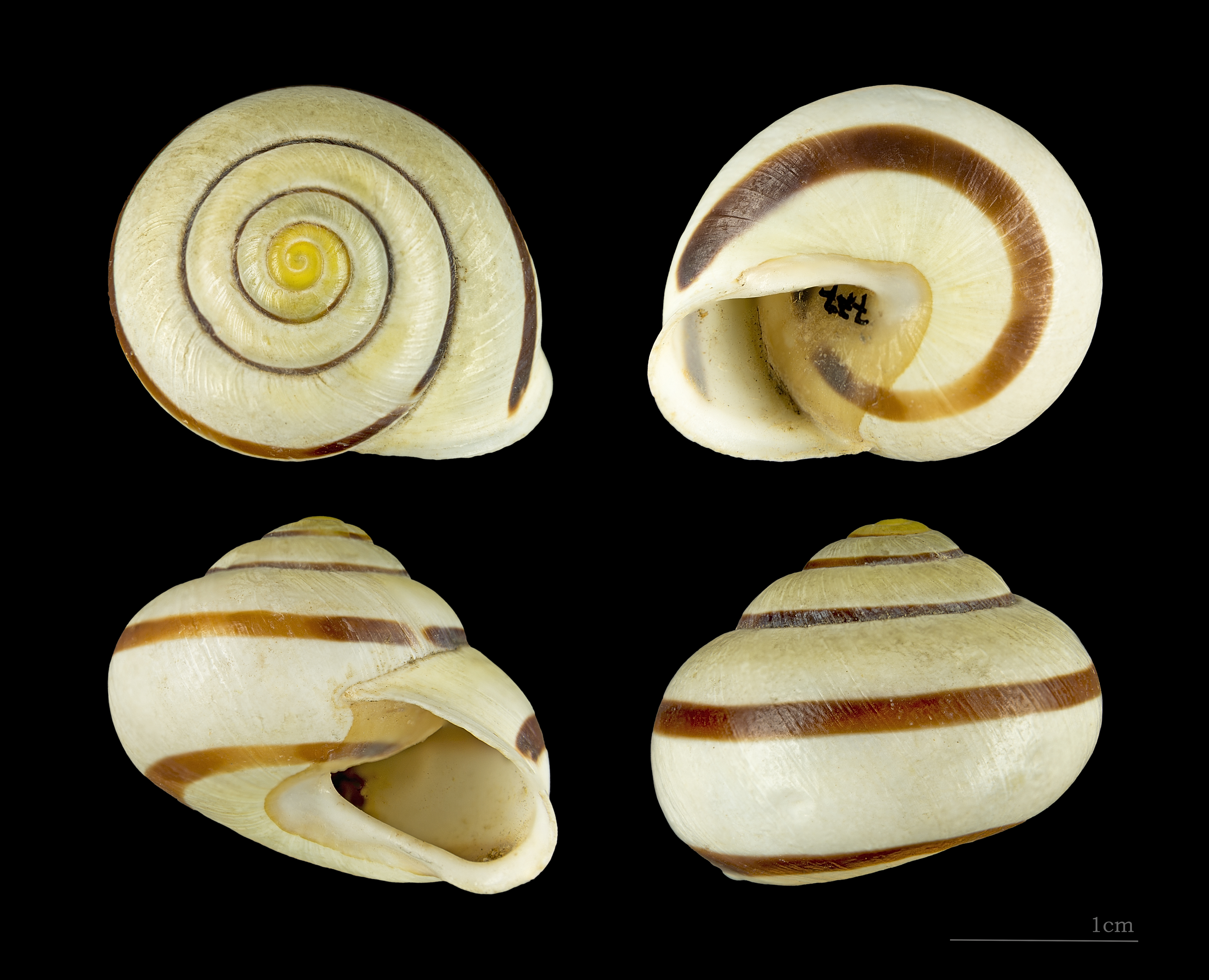
Cepaea hortensis

الحلزون الأبيض الطرف (بالإنجليزية: White-lipped Snail)‏ هو نوع من أنواع الحلزونات البرية الشائعة في أوروبا. الحلزون الأبيض الطرف قريب من حلزون الأيكة، ويتميز عنه بوجود شريط أبيض اللون على طرف صدفته، كما ينتشر تقريباً في نفس نطاق انتشار حلزون الأيكة، لكنه يتعدى هذا النطاق بقليل ليصل بالفرب من الحدود القطبية وشمال أوروبا. تتباين أصداف هذه الحلزونات في تلونها، ولا يمكن استخدام الشريط الأبيض كدليل قاطع لهذا النوع، ذلك لوجود بعض الأنواع الشبيهة.